# SUNRISE日本/HORIZON
『SUNRISE日本/HORIZON』（サンライズにっぽん/ホライゾン）は、日本の男性アイドルグループ・嵐の通算2枚目となるシングル。2000年4月5日にポニーキャニオンから発売された。

## 概要
両A面シングルで、「SUNRISE日本」はフジテレビ系プロ野球ニュース2000のテーマソング、「HORIZON」は第31回春の高校バレーのイメージソングとしてタイアップされた。
初回限定盤はフライングディスクの形をしたケースだった。「SUNRISE日本」のPVの監督は、前作に続いて川村ケンスケ。「HORIZON」のPVは製作されておらず、嵐のシングルA面曲では唯一DVDなどには収録されていない。
SUNRISE日本は同タイトルの歌詞やリズムが全て異なる曲が存在するがお蔵入りとなった。

## 収録曲
1. SUNRISE日本
作詞：F&T、作曲：馬飼野康二、編曲：CHOKKAKU　　　
  - フジテレビ系『プロ野球ニュース2000』テーマソング
2. HORIZON
作詞：TAKESHI、作曲：谷本新、編曲：宗像仁志、林部直樹
  - フジテレビ系『第31回春の高校バレー』イメージソング
  - 森永乳業「エスキモーpino」CMソング
3. SUNRISE日本（オリジナル・カラオケ）
4. HORIZON（オリジナル・カラオケ）

## 収録アルバム
- ARASHI No.1〜嵐は嵐を呼ぶ〜（#4）
- 嵐 Single Collection 1999-2001（#3, 4）
- 5×10 All the BEST! 1999-2009（Disc1 #2, 3）
- 5×20 All the BEST!! 1999-2019（Disc1 #2, 3）

## 映像作品
SUNRISE日本
- スッピンアラシ
- How's it going? SUMMER CONCERT 2003
- 2004 嵐!いざッ、Now Tour!!
- ARASHI AROUND ASIA Thailand-Taiwan-Korea（初回限定盤）
- ARASHI AROUND ASIA+ in DOME
- ARASHI Anniversary Tour 5×10
- ARASHI LIVE TOUR 2014 THE DIGITALIAN
- ARASHI LIVE TOUR 2015 Japonism

HORIZON
- スッピンアラシ
- How's it going? SUMMER CONCERT 2003
- 2004 嵐!いざッ、Now Tour!!
- ARASHI Anniversary Tour 5×10